# フランスの国章
現在のフランスの紋章は公式紋章として法に基づいたものではないが、1953年以降フランスの象徴とされており、フランスのパスポートの表紙にも標されている。オリジナルは1912年に外交のため派遣された領事派遣団のシンボルとして、フランス外務省が彫刻家ジュール・クレモン・シャプランのデザインを採用したものである。

## 現在の紋章
1953年国連からフランスに、他の加盟国の紋章と並べて表示するため、国章の写しを送るよう要請があった。内務省の委員会は、紋章画家のロベール・ルイに宗教的デザインの変形で創作を依頼した。しかし、フランス共和国は公式な紋章にはこれを採択しなかった。
貴族的芸術とみなされる、つまりアンシャン・レジームを連想する紋章学の規定には沿っていないため、厳密に言えば「紋章 coat of arms」というよりは「記章 emblem」というべきものである。
エンブレムの構成は次の通り
- 月桂樹の枝は、共和国の勝利を象徴している。
- オークの枝は、永続または知恵を象徴する。
- 束ねた棒と斧は正義を象徴する。これは古代ローマの執政官の権威を象徴するファスケスに基づいている。ファシズムとは直接には関連しない。

パスポートの表紙に箔押しされているエンブレム

フランスのパスポートの表紙にあしらわれているエンブレムには、上記に加えてライオンの頭を載せた広いシールドに「フランス共和国 République Française 」を表すモノグラム「RF」が記されている。

## 公式ロゴ

政府広報に用いられるロゴ

1999年9月、フランス政府は新しい識別章を採用した。これには、共和国のモットー「自由・平等・博愛 liberté, égalité, fraternité 」、トリコロール、共和国を擬人化したマリアンヌがデザインされている。

## 歴史
| 紋章 | 説明 | 年代      |
| ---- | --- | --------- |
|      | 中世フランス、国王の紋章 | –1376     |
|      | 中世フランス、国王の紋章 | 1376–1589 |
|      | 革命までの国王の紋章。ナヴァル王アンリがフランス国王アンリ4世となった後もナヴァル王国の紋章が見られる。                                                            | 1589–1789 |
|      | ナポレオン1世による第一帝政の紋章。鷲が特徴。 | 1804–1814 |
|      | 王政復古によりブルボン家は再び王政を行った。これらは現在もフランス王家の紋章として使用されている。                                                                 | 1814–1830 |
|      | 王政復古によりブルボン家は再び王政を行った。これらは現在もフランス王家の紋章として使用されている。                                                                 | 1814–1830 |
|      | 7月王政の当初、ルイ・フィリップ（オルレアン家）の紋章が使われた。                                                                                                  | 1830–1831 |
|      | ルイ・フィリップの紋章に1830年憲章が加えられた。 | 1831–1848 |
|      | フランス第二共和政の国璽。 | 1848–1852 |
|      | ナポレオン3世による第二帝政の紋章。再び鷲を特徴とした。 | 1852–1870 |
|      | 第三共和政のために作られた非公式な紋章。月桂樹とオークの枝で作られた十字、その上の束ねた棒と斧（ファスケス）を特徴とする。                                         | 1898–1953 |
|      | 第三共和政の際に用いられた非公式な紋章。交差した国旗に大きなRF（République française）のロゴ、レジオンドヌール勲章とオリーブの枝、その上のファスケスを特徴とする。 | 1902–     |
|      | ヴィシー政権時代の非公式な国章。三色で塗られたフランキスカと、勤労・家族・祖国のロゴ。当初は国家元首フィリップ・ペタンの紋章だったが、後に半公式に用いられる。     | 1940–1944 |
|      | 1905年のスペイン王アルフォンソ13世の訪仏の際にはじめて用いられた、非公式な紋章。現在でも用いられる事がある。                                                       | 1953–     |